# Сенусерт III
Сенусерт III — (Са-на-уасра) фараон (1874—1855) Єгипту, п'ятий представник XII династії Середнього царства. Царював 19 років. Він був мудрим і далекоглядним правителем. Увійшов до історії як реформатор Середнього царства.

## Родина
Був сином Сенусерта II й цариці Хнеметнеферхеджет I. Його дружинами були Хенметнеферхеджет II та Нофретхенут. Вони народили йому дочок Сенет-Сенебтісі, Менет, Сатхатхор, Ітакаут (можливо, була дочкою Сенусерта II) і Меререт. За часів Нового Царства Сенусерту III приписували також дружину з ім'ям Меретсегер, однак явних доказів існування цієї людини так і не було знайдено. Його улюбленою дружиною була Меререт.

## Військові кампанії
На 8-му році правління Сенусерт здійснив військовий похід до Нубії, під час якого південна межа Єгипту була відсунута до сучасних Кумме та Сім'є, вище другого порогу. Відтоді, за наказом фараона, лише мирний нубієць мав право перетнути кордон. На обох берегах Нілу Сенусерт установив прикордонні стели та збудував потужні фортеці. У кожній фортеці був розміщений гарнізон єгипетської армії та нубійських найманців. Фортеця була опорою для царських військових походів і забезпечення доставки цінних товарів: золото, чорне дерево, слонова кістка, леопардові шкури.
Для перевезення товарів і військ Нілом Сенусерт наказав пробити в районі першого порогу канал у гранітних скелях довжиною 78 м та понад 10 м завширшки.
На 12-му році його правління виникли заворушення серед неспокійних нубійських племен на південь від кордону. Заколот був придушений, а Сенусерт повернувся до Єгипту. На самому початку 16-го року правління Сенусерта, кутішські племена, що проживали на схід від нільської долини, зробили несподіваний наскок на прикордонні землі Єгипту. У відповідь на це Сенусерт здійснив великий похід до Нубії, під час якого він «захопив їхніх жінок, майно, увійшов силою до їхніх будинків, зруйнував їхні житла, зняв їхній врожай зерна та спалив».
За Сенусерта єгипетський вплив у Нубії поширювалося до трьох порогів. Фараони, які продовжували завойовницьку політику Сенусерта III, зберегли спогади про його завоювання в Нубії, і шанували його в єгипетських храмах Нубії як бога — покровителя тієї країни. Відтоді у Нубії розпочалися часи єгипетської цивілізації, що супроводжувалась будівництвом монументальних споруд.
Хоча більша частина войовничої енергії Сенусерта була спрямована проти Нубії, є також записи про його кампанії в Сирії, але, скоріше, то були походи для замирення заворушень і припинення грабежів, ніж для встановлення єгипетських кордонів. Так періодом правління Сенусерта датується напис начальника охоронців царя Хусебека, що розповідає про великий передньоазійський похід єгиптян. Під час цього походу єгипетська армія під особистим командуванням Сенусерта розгромила азійські племена ментіу-сатет, вторглась до країни Речену (область, що включала до свого складу південну Палестину та Сирію), й захопила місто Секмем.